# Kia Lätti
Kia Lätti (* 9. September 1983) ist eine ehemalige finnische Biathletin.
Kia Lätti gab ihr internationales Debüt bei einer Meisterschaft im Rahmen der Juniorenrennen der Biathlon-Europameisterschaften 2002 in Kontiolahti, wo sie 28. des Einzels wurde. Ein Jahr später trat sie in Kościelisko bei den Biathlon-Juniorenweltmeisterschaften an, beendete aber das Einzel nicht und ging im Sprint nicht mehr an den Start. 2005 debütierte sie bei den Frauen im Leistungsbereich und bestritt in Garmisch-Partenkirchen ihre ersten Rennen im Europacup. Als 21. des Einzels gewann sie sogleich Punkte und verbesserte sich im folgenden Sprint um einen Rang und erreichte ihr bestes Resultat in der Rennserie. Zum Karrierehöhepunkt wurde die Teilnahme an den Biathlon-Weltmeisterschaften 2005 in Hochfilzen. Lätti kam an der Seite von Sanna-Leena Perunka, Kaisa Mäkäräinen und Eija Salonen in der Staffel zum Einsatz und wurde mit dieser 18. Es war zugleich der einzige Biathlon-Weltcup-Start ihrer Karriere. 2006 folgten noch mehrere Einsätze im Europacup. Zum Abschluss der Internationalen Karriere wurde die Winter-Universiade 2007 in Turin. Auf den olympischen Strecken von Cesana San Sicario belegte die Finnin Rang 26 in Einzel und Massenstart sowie 36 in Sprint und Verfolgung.

## Weltcupstatistik
Die Tabelle zeigt alle Platzierungen (je nach Austragungsjahr einschließlich Olympische Spiele und Weltmeisterschaften).
- 1.–3. Platz: Anzahl der Podiumsplatzierungen
- Top 10: Anzahl der Platzierungen unter den ersten zehn (einschließlich Podium)
- Punkteränge: Anzahl der Platzierungen innerhalb der Punkteränge (einschließlich Podium und Top 10)
- Starts: Anzahl gelaufener Rennen in der jeweiligen Disziplin

| Platzierung         | Einzel | Sprint | Verfolgung | Massenstart | Staffel | Gesamt |
| ------------------- | ------ | ------ | ---------- | ----------- | ------- | ------ |
| 1. Platz            |        |        |            |             |         |        |
| 2. Platz            |        |        |            |             |         |        |
| 3. Platz            |        |        |            |             |         |        |
| Top 10              |        |        |            |             |         |        |
| Punkteränge         |        |        |            |             | 1       | 1      |
| Starts              |        |        |            |             | 1       | 1      |
| Stand: Karriereende |        |        |            |             |         |        |